# Ledeuix
Ledeuix (okzitanisch Laduish) ist eine französische Gemeinde mit 1028 Einwohnern (Stand 1. Januar 2022) im Département Pyrénées-Atlantiques in der Region Nouvelle-Aquitaine (vor 2016: Aquitanien). Sie gehört zum Arrondissement Oloron-Sainte-Marie und zum Kanton Oloron-Sainte-Marie-2 (bis 2015: Kanton Oloron-Sainte-Marie-Est).
Die Bewohner werden Leduchois oder Leduchoises genannt.

## Geographie
Ledeuix liegt ca. 3,5 km nordwestlich und damit im urbanen Einzugsbereich von Oloron-Sainte-Marie in der historischen Provinz Béarn.
Umgeben wird der Ort von den Nachbargemeinden:
| Lucq-de-Béarn | Cardesse                                    |                     |
| Verdets       | Kompassrose, die auf Nachbargemeinden zeigt | Oloron-Sainte-Marie |
| Moumour       | Oloron-Sainte-Marie                         | Estos               |

Ledeuix liegt im Einzugsgebiet des Flusses Adour am rechten Ufer des Gave d’Oloron, einem seiner Nebenflüsse.
Zuflüsse des Gave strömen durch das Gebiet der Gemeinde:
- der Laberou mit seinem Nebenfluss,
  - dem Ruisseau de Gourguet,
- der Ruisseau Blalière und
- die Auronce mit ihren Nebenflüssen
  - Ruisseau de Puyoulet und
  - Berdoustou.

Ebenso bewässern Nebenflüsse der Lèze die Gemeinde:
- der Ruisseau de Malarode und
- der Ruisseau de l’Artigaus mit seinem Nebenfluss,
  - dem Ruisseau de Labaigt.[2]

## Geschichte
Bei der Volkszählung im Béarn im Jahr 1385 wurden in Ledeuix 43 Haushalte verzeichnet und vermerkt, dass der Ort zur Bailliage von Oloron gehörte. Diese Größe weist auf eine gewisse Bedeutung der Gemeinde im Mittelalter hin. Vom Ende des 13. Jahrhunderts an bildeten die Grundherren von Ledeuix die Spitzen des Bürgertums in Oloron. Für eine längere Zeit war das Laienkloster von der Abtei von Lucq-de-Béarn abhängig gewesen, bevor es Vasall des Vicomtes von Béarn wurde.
Toponyme und Erwähnungen von Ledeuix waren:
- Ledux (10. Jahrhundert, Kopialbuch der Abtei von Lucq, S. 269),
- Leduixs (13. Jahrhundert, fors de Béarn, Manuskript aus dem 14. Jahrhundert),
- Laduix und Laduixs (1328, Urkunden der Vicomté des Béarn),
- Laduxs (1344, Notare von Pardies, Nr. 2, Blatt 50),
- Laduxium (1374, Verträge des Notars Luntz),
- Sent-Martii de Leduxs (1420, Notare von Lucq),
- Leduix (1538, Manuskriptsammlung des 16. bis 18. Jahrhunderts),
- Leduis (1750, Karte von Cassini),
- Leduch (1779, Zählung von Goès),
- Ledeuix (1793, Notice Communale),
- Leduix (1801, Bulletin des lois) und
- Ledeuix (1863, Dictionnaire topographique Béarn-Pays basque).[4][5][6]

### Einwohnerentwicklung
Nach einem ersten Höchststand der Einwohnerzahl von 820 in der ersten Hälfte des 19. Jahrhunderts reduzierte sich die Zahl bei kurzen Erholungsphasen bis nach dem Zweiten Weltkrieg auf rund 450 Einwohner, bevor ein Wachstum auf ein Niveau von rund 1000 Einwohnern einsetzte, das bis heute gehalten wird.
| Jahr      | 1962 | 1968 | 1975 | 1982  | 1990  | 1999  | 2006 | 2009  | 2022  |
| --------- | ---- | ---- | ---- | ----- | ----- | ----- | ---- | ----- | ----- |
| Einwohner | 718  | 701  | 779  | 1.028 | 1.087 | 1.091 | 990  | 1.042 | 1.028 |

## Sehenswürdigkeiten

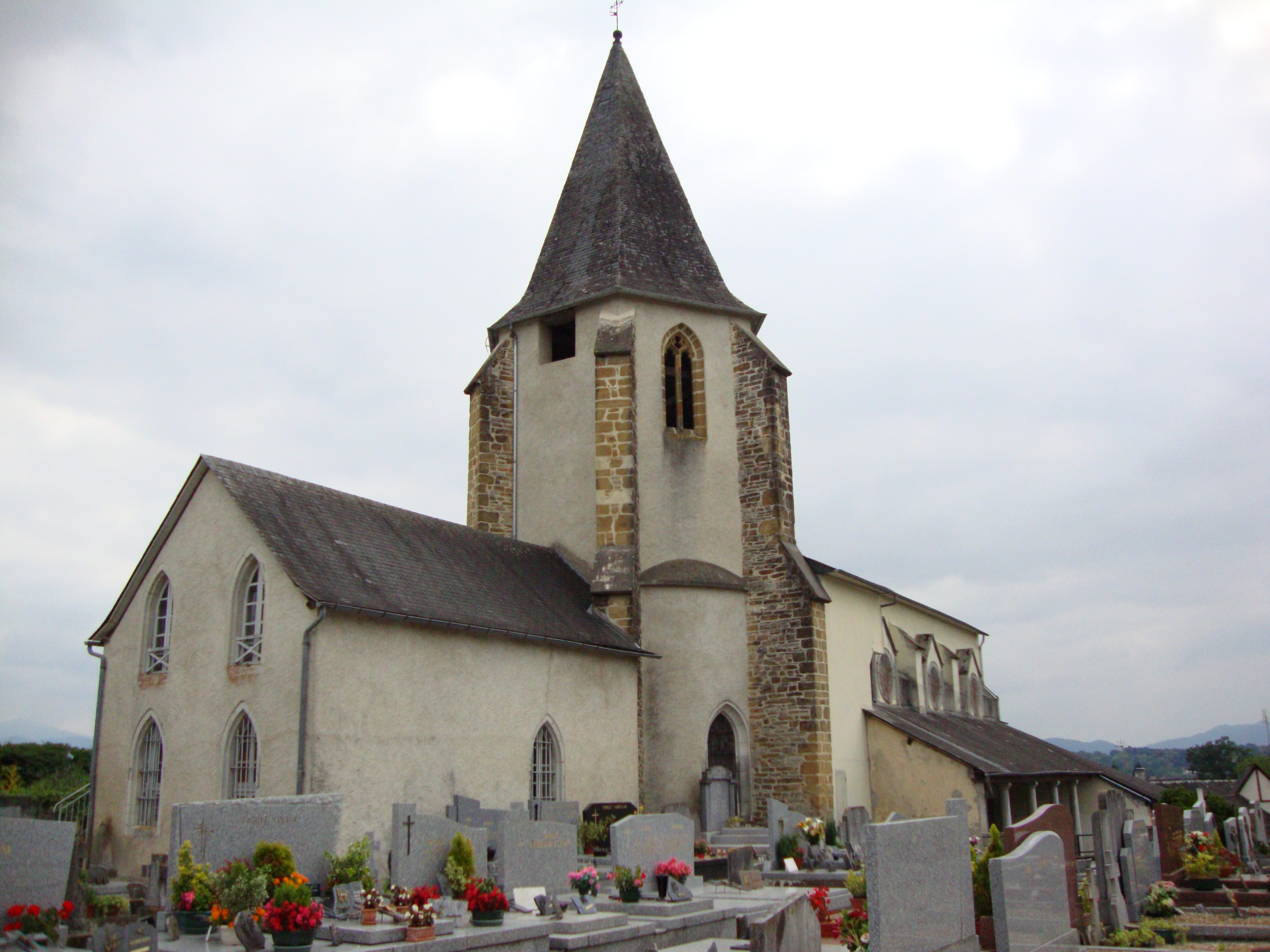
Pfarrkirche Saint-Martin

- Pfarrkirche von Ledeuix, geweiht Martin von Tours. Die romanische Kirche ist 1308 erstmals in den Schriften erwähnt worden. Das einschiffige Langhaus besitzt eine Länge von drei Jochen, seine Wände sind aus Kalkstein aus Bidache gebaut. Ihr Eingangsportal aus rosafarbenem Sandstein stammt aus der romanischen Epoche und ist mit drei Archivolten verziert. Auf dem Tympanon des Portals befindet sich ein kreisrundes, sehr beschädigtes Christusmonogramm aus dem 13. Jahrhundert, das größte im Béarn. Der Glockenturm datiert aus der Gotik. Das Flechtrippengewölbe des dritten Jochs im Kircheninnern weicht vom übrigen Gewölbe ab und zeigt, dass dieser Teil zu einer späteren Zeit hinzugefügt wurde. Die Auskragungen sind mit bildlichen Motiven verschönert, wie z. B. Sirenen, Engel, Löwen oder Vögel. Die Kapitelle des Chors zeigen Bebilderungen, die vermutlich aus dem 15. Jahrhundert datieren, mit Motiven der Verkündigung des Herrn, der Geburt Christi und des ungläubigen Thomas. Trotz ihres romanischen Ursprungs und ihrer gotischen Umbauten stammen die Glasfenster der Kirche aus dem Jahre 1930.[9][10] Der Altaraufsatz und der Tabernakel im Chor datieren aus dem 17. Jahrhundert. In der Mitte des vergoldeten Altaraufsatzes befindet sich ein Gemälde mit der Darstellung der Kreuzigung von Jesus Christus. Es ist umgeben von mit Blumengirlanden verzierten Schlangensäulen und Voluten. Der obere Teil besteht aus einem Gesims, das mit einem Zahnschnittmotiv ausgeschmückt ist und eine Darstellung von Gottvater zeigt. Eine Taube, die den Heiligen Geist symbolisiert, ist an der Apsiskalotte zu erkennen. Die Tür des Tabernakels ist mit dem Motiv des Jesus Christus im Moment der Verspottung ausgearbeitet, mit den Heiligen Petrus und Paulus an den Seiten. Seine äußeren Felder bebildern die Verkündigung des Herrn, der obere Teil ist mit zwei Flügeln eingerahmt, auf denen Engeln in Tuniken zu sehen sind.[11]

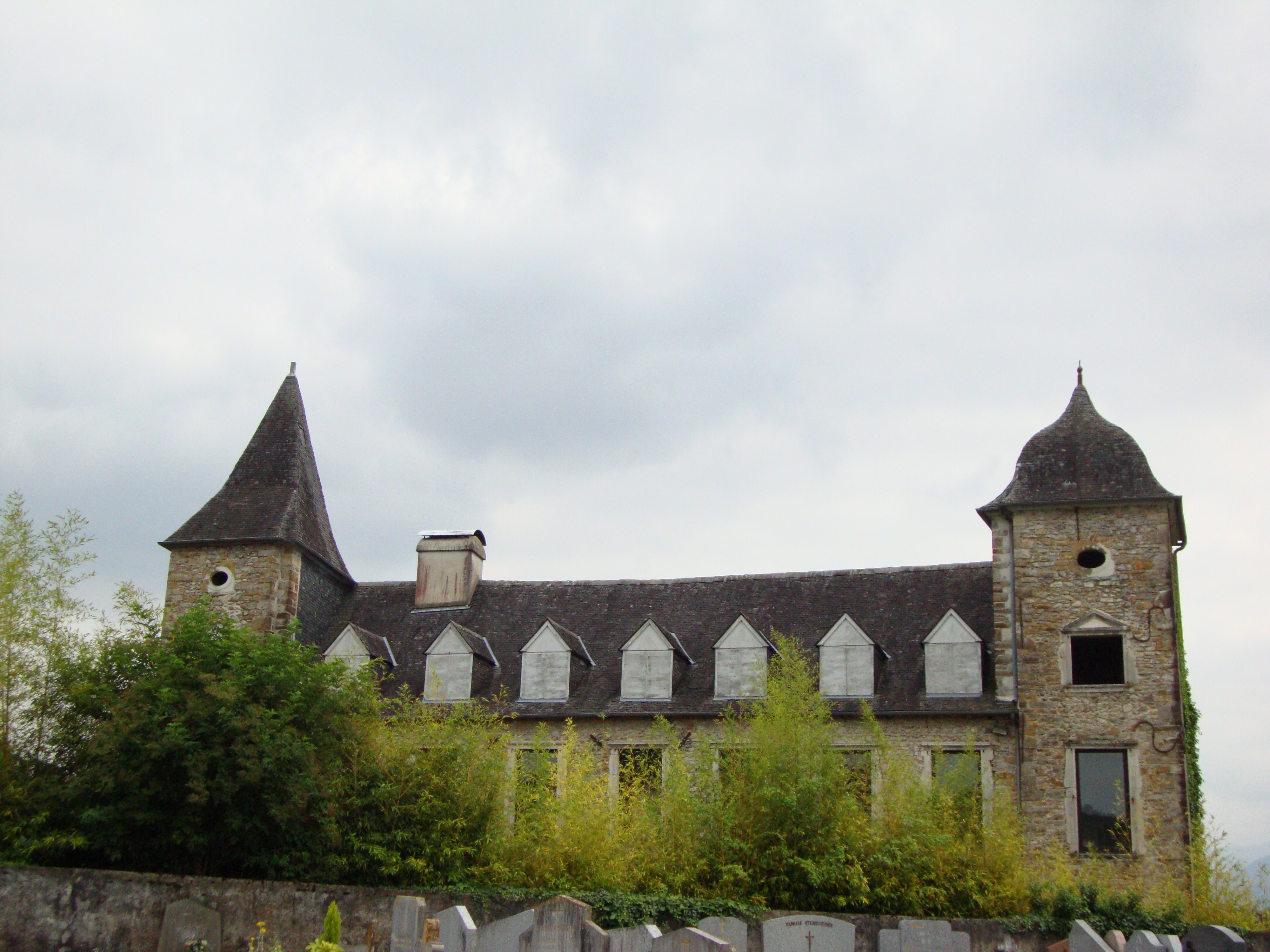
Schloss Verlée in Ledeuix

- Schloss Verlée. Es ist südlich der Pfarrkirche gelegen und handelt sich ursprünglich um das Laienkloster, das im 14. Jahrhundert erstmals erwähnt wurde und sich im Besitz der Familie Esgoarrabaque befand. Es gelangte erst in die Hände der Grundherren von Luxe, im 18. Jahrhundert der Familie Verlée, von der das Schloss seinen Namen erhielt. Ein Mitglied der Familie, Catherine Grand, geborene Verlée, heiratete Charles-Maurice de Talleyrand-Périgord am 9. September 1802. Der Grundriss des Schlosses hat die Form eines Vierecks mit einem Innenhof, der es erlaubte, die landwirtschaftlichen Nebengebäude vom Wohntrakt zu trennen. Mit Schiefer gedeckte Giebelgauben beleuchten das Dachgeschoss. Die Hauptfassade besitzt eine Toreinfahrt und einen Eingang mit Pilastern. Sie wird von zwei Ecktürmen eingerahmt, einer mit einem Spitzdach bedeckt, der andere mit einer Haube. Eine Treppe führt innen zu den Wohnräumen, von denen einige ihre Täfelung und Stuck mit Jahreszeitmotiven aus dem 18. Jahrhundert erhalten haben.[12]

## Wirtschaft und Infrastruktur

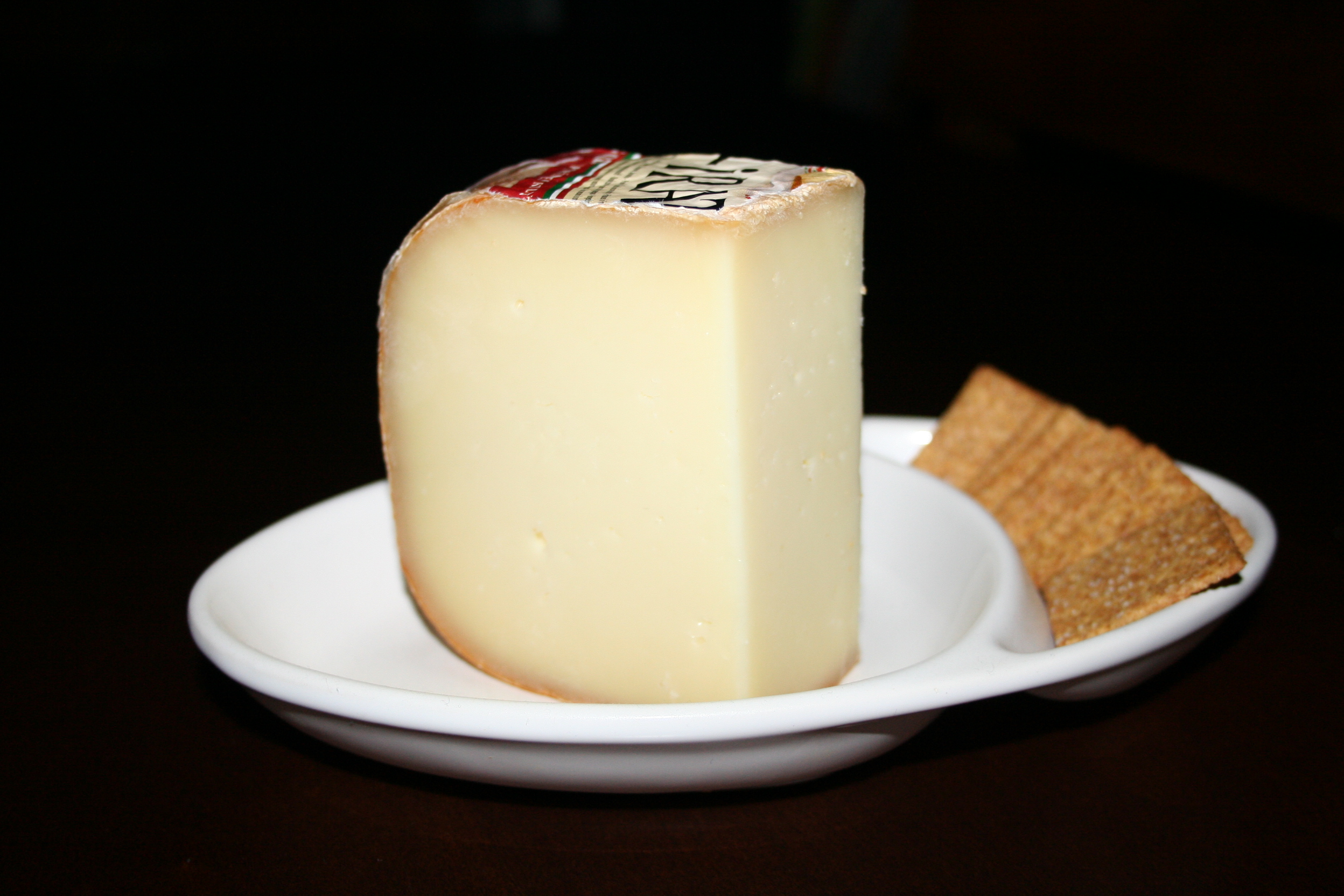
Ossau-Iraty

Handel und Dienstleistungen sind wichtige Wirtschaftsfaktoren der Gemeinde. Ledeuix liegt in der Zone AOC des Ossau-Iraty, eines traditionell hergestellten Schnittkäses aus Schafmilch.

### Bildung
Die Gemeinde verfügt über eine öffentliche Vor- und Grundschule.

### Verkehr
Ledeuix ist angeschlossen an die Routes départementales 9, 27, 103 und 110 und ist über eine Linie des Busnetzes Transports 64 mit Oloron-Sainte-Marie und anderen Gemeinden des Départements verbunden.